# مارکتهیل
مارکتهیل (به انگلیسی: Markethill) یک روستا در بریتانیا است که در شهرستان آرما واقع شده‌است. مارکتهیل ۱٬۶۵۲ نفر جمعیت دارد.